# Conspirators (film)
Pour plus de détails, voir Fiche technique et Distribution.
Conspirators (同謀, Tong mou) est un thriller hongkongais co-écrit et réalisé par Oxide Pang et sorti en 2013. C'est la suite de The Detective (2007) et The Detective 2 (2011).

## Synopsis
Après avoir découvert que ses parents ont été assassinés, Chan Tam (Aaron Kwok) est déterminé à retrouver leur meurtrier. Il prend une photo avec lui comme indice et se rend en Malaisie à la recherche de Frère Chai (Chen Kuan-tai) qui lui révèle que ses parents étaient des trafiquants de drogue et que leur mort est également liée à la drogue, lui disant qu'il peut obtenir plus d'indices d'Oncle Bo (Leung Nga-ko) et de Fai (Ah Niu (en)). Tam ne peut pas accepter le fait que ses parents étaient des trafiquants de drogue. Plus tard, sa maison est cambriolée et un objet posée dans une étagère sombre a disparu. Tam soupçonne l'objet d'être un élément de preuve important lié à la mort de ses parents. Étant un parfait inconnu dans un pays étranger, il engage un détective privé local, Cheng Fung-hei (Nick Cheung), pour l'aider dans l'enquête.
Par la suite, Tam et Fung-hei sont victimes d'attaques, tandis que Chai disparaît et que Bo est tué. La fille adoptive de Chai, Chi-wai (Jiang Yiyan), pense qu'un certain objet est tombé entre les mains de Tai-kwan (Luk Ho-chuen), qui se trouve actuellement dans l'ancienne résidence de Chai à Canton. Pour découvrir la vérité, Tam se rend à Canton avec Chi-wai, tandis que Fung-hei poursuit son enquête en Malaisie. Plus tard, ce-dernier reçoit une boîte contenant une cassette muette, qu'il remet au policier Ma (Li Chenhao). Dans le même temps, Tam reçoit également une boîte de pellicules super 8 et trouve un mot de passe caché dans le film. Tam et Chi-wai retournent en Malaisie et se séparent, le premier rencontrant Fung-hei tandis que le second remet le mot de passe à la police. Cependant, Tam et Fung-hei sont capturés sous l'ordre de Tung Ching (Wang Jun), qui est le meurtrier des parents de Tam. Ching révèle également la vérité, où il y a trente ans, lui et les parents de Tam ont créé une société de transport, que Ching utilisait pour transporter de la drogue. Lorsque les parents de Tam ont découvert cela, ils ont refusé d'être leur complice et ont déclaré leur intention de révéler ses activités criminelles avant d'être tués par Ching.
Une fois que tout est devenu clair, Ching a l'intention de tuer Tam et Fung-hei. À ce moment-là, Ching est soudainement abattu. Alors qu'il tente de fuir en voiture, il meurt écrasé par le fils de Fai et Bo (Terence Siufay (en)). Le premier sauve Tam et Fung-hei car il a été aidé par les parents de Tam dans le passé, tandis que le second veut venger son père. D'autre part, la police réussit à récupérer des preuves des activités criminelles de Ching à partir du mot de passe et de la cassette muette et parvient à démanteler son organisation criminelle et son réseau de drogue.

## Fiche technique
- Titre original : 同謀
- Titre international : Conspirators
- Réalisation : Oxide Pang
- Scénario : Oxide Pang, Pang Pak-sing et Ng Mang-cheung
- Photographie : Decha Srimantra et Suen Wing-chueng
- Montage : Curran Pang
- Musique : Payont Term sit et Ittichet Chawang
- Production : Alvin Lam, Tong Choi-chi, Oxide Pang, Zhang Zhap et Tung Pui-man
- Sociétés de production : Universe Entertainment, Sun Entertainment Culture, LeTV Pictures et Guangzhou City Ying Ming Culture Communication
- Société de distribution : Universe Films Distribution Company
- Pays d’origine :  Hong Kong
- Langue originale : cantonais
- Format : couleur
- Genres : Thriller
- Durée : 90 minutes
- Date de sortie :
  -  Hong Kong,  Malaisie et  Singapour : 11 avril 2013
  -  Taïwan : 19 avril 2013
  -  Chine: 27 avril 2013
  -  Japon : 24 mai 2014
  -  Corée du Sud : 12 juin 2014

## Distribution
- Aaron Kwok : Chan Tam
- Nick Cheung : Cheng Fung-hei/Cheng Pak-ho
- Jiang Yiyan : Chi-wai
- Li Chenhao : L'officier Ma
- Chen Kuan-tai : Chai
- Ah Niu (en) : Fai
- Lam Wai : Pang
- Wang Jun : Tung Ching
- Leung Nga-ko : Oncle Bo
- Terence Siufay (en) : Petit Bo
- Luk Ho-chuen : Tai-kwan